# オーソン・ウェルズ
オーソン・ウェルズ（Orson Welles, 1915年5月6日 - 1985年10月10日）は、アメリカ合衆国の映画監督、脚本家、俳優。映画『第三の男』などでの個性的な演技で名優として知られたが、映画監督としても数々の傑作を残した。
初監督作品『市民ケーン』は、撮影監督グレッグ・トーランドとともに数多くの斬新な撮影技法を案出したことから、現在でも映画研究の分野できわめて高く評価されている。
その後も『黒い罠』『上海から来た女』など新しい映画言語を盛り込んだ作品を監督し、全アメリカ映画史を通じて最も重要な映画作家の一人とも呼ばれる。
後半生は巨額の製作費を回収するためB級TV番組の監修や脚本執筆に追われ、実現しなかった映画の企画や未完の脚本が数多く残されている。

## 経歴

### 幼少時代
1915年5月6日にウィスコンシン州ケノーシャで生まれた。子供時代は詩、漫画、演劇に才能を発揮する天才児であったが、傍若無人な性格で、周りとの人間関係に問題があった。母は彼が9歳の時に亡くなり、父は発明に没頭するアルコール依存症の奇人で、祖母は神経質でオカルトと魔術に耽溺しており、ウェルズとは嫌いあう仲であった。
父の勧めで、イリノイ州ウッドストックにある比較的自由な校風のトッド校に通う。ここで初めて演劇を制作し、俳優として出演した。登校早々に怪談話で同級生を怖がらせ、手品やほら話を披露するような生徒であった。一方、肥満児であったためにいじめを受けると、トイレに駆け込んで赤いペンキを顔に塗り、大怪我になった演技をして相手を狼狽させた。これ以降、誰も彼をいじめようとはしなくなった。ハロウィンでは学校を恐怖に陥れ、クリスマスにはキリスト受難劇やシェイクスピアの劇を自ら演じた。この学校で、校長で義理の父親になったロジャー・ヒルの指導を受け、神学者・哲学者チャールズ・ハートショーンの妻だった歌手ドロシー・ハートショーンの講義を受けた。

### 演劇人の時代
1931年、16歳でアイルランドのダブリンにある有名なゲート劇場で脇役として舞台デビューを果たした。1934年にはアメリカに戻ってラジオドラマのディレクター兼俳優となっており、後にマーキュリー劇場で共演する俳優たちと仕事をした。この年、女優で社交界の名士のヴァージニア・ニコルソンと結婚し、また『The Hearts of Age』という短編映画の共同監督となり、ニコルソンと共演している。
世界恐慌後の大不況が続く1936年、アメリカ政府による演劇人救済と大衆への演劇供給を目的としたプロジェクトである連邦劇場計画（FTP）が始まった。ウェルズは、FTP責任者たちから注目され、21歳でニューヨーク市ハーレム地区でのアフリカ系アメリカ人の俳優・スタッフたちとの演劇制作事業に、演出家として赴任した。妻の提案で、敬愛するシェイクスピアの『マクベス』を、舞台をハイチの19世紀初頭の圧政者アンリ・クリストフの王宮に移す形でプロデュースした。劇は批評家や口うるさい人々の関心を惹きつけ、多くの中傷を受けたが、公演が始まると大ヒットとなった。
『マクベス』成功後、『フォースタス博士』などの舞台を制作。1937年、労働者の戦いを描くミュージカル『ゆりかごは揺れる』（原題：The Cradle Will Rock）の制作と演出を手がけた。しかし、連邦劇場計画は内容を恐れて予算の制約を理由に制作を中止させ、俳優たちは組合から舞台に立つことを禁じられ、本稽古（ドレス・リハーサル）の初日に劇場を閉鎖した。この後のウェルズと共同制作者のジョン・ハウスマンのとっさの処置はのちに伝説となっている。彼らは公演開始時間の直前まで劇場の前で待ち、チケットを持ってやってきた観客たちに、あらかじめ押さえておいた別の劇場に移動するように促し、20ブロック先の別の劇場までウェルズやスタッフ、俳優、観客たちは大挙して行進した。舞台にはセットもオーケストラも用意できなかったため、脚本・作曲を手がけたマーク・ブリッツステインが一人でピアノの前に座っていた。ウェルズたちは「舞台で演じてはならない」という組合の指令を逆手に取り、俳優や演奏者を観客席に座らせてブリッツステインのピアノに合わせて次々立ち上がらせて、劇を観客席のただなかで上演した。このミュージカルは、こうした印象的な演出の評判でヒットした。

### マーキュリー劇団とラジオドラマ
この成功を受け、ウェルズとハウスマンは劇団「マーキュリー劇場」を主宰し、シェイクスピアを斬新に解釈するなどさまざまな実験的な公演を行って高く評価された。
1936年にはラジオ番組にも進出し、CBSラジオにて『ハムレット』のタイトルロールを演じた。1937年にはマーキュリー劇団として、共同放送システム（MBS）にて『レ・ミゼラブル』を演じた。
1938年7月からはCBSラジオにて、小説や演劇を斬新な形式で短編ドラマ化する番組『マーキュリー放送劇場（英語: The Mercury Theatre on the Air）』を毎週演ずることになったが、大衆の反応は今ひとつだった。しかし、同年10月30日にH.G.ウェルズのSF小説『宇宙戦争』の翻案『宇宙戦争』を放送する際、舞台を現代アメリカに変え、ヒンデンブルク号炎上を彷彿とさせるような臨時ニュースで始め、以後もウェルズ演じる目撃者による回想を元にしたドキュメンタリー形式のドラマにするなど、前例のない構成や演出と迫真の演技で放送を行った。
この放送について、かつてはラジオ放送の聴取者が火星人の襲来を事実と信じこんでパニックが起きたと言われ、長く「名優ウェルズ」の実力を裏づける伝説的なエピソードとして扱われてきた。しかし近年の研究ではパニック現象は全く確認できず、番組を事実と信じた聴取者はほとんどいなかったことが分かっている。
しかし、この放送をきっかけにウェルズの名が広く米国内のメディアで取り上げられたのは確かである。それまでスポンサーの付かなかったこの番組は、12月にキャンベル・スープ社の提供による『The Campbell Playhouse』に改題、1940年3月まで継続した。その後も1950年代半ばまで、ウェルズはラジオ番組に関わり続け、多くの印象的な番組を残している。

### ハリウッドへの進出とそれ以後
ラジオ番組の話題性を買ったハリウッドのRKOから招かれ、全権を委託して映画の製作を任された。「ハリウッドは子供が欲しがる最高のオモチャさ！」とその時のインタビューで答えたのも有名である。第一候補だったジョゼフ・コンラッドの『闇の奥』は、ラジオ時代に取り組んだ作品の一つだったが、予算がかかり過ぎるとして断念した。代わりに製作された『市民ケーン』は、新聞王ウィリアム・ランドルフ・ハーストを模した人物の人生を暴く内容が物議を醸し、ハースト系の新聞による全面攻撃を受けた。上映できない地域も多く、興行的には惨敗した。しかし内容的には、多重多層的な凝った構成、ハリウッド映画で初めて試みられたディープフォーカス（画面の中のすべてにピントが合う手法）、広角レンズの多用や床にカメラを収める穴を掘ってまで拘ったローアングルの多用など、映画として画期的なもので、その評価は現在に至るまで非常に高く、オールタイムベストテンを編まれれば、常にトップないし上位に位置する作品となった。一方、興行的に失敗したことでハリウッドでの発言力は低下した。そのため、第2作『偉大なるアンバーソン家の人々』はずたずたにカットされ、不本意な形で公開されることとなった。
以後一般映画を撮るが、自身の企画がなかなか実現できないなど、扱いは悪かった。テレビなどに拠点を移すかたわら、活路を「存在感で見せる怪優」に見出した。これは、同じく天才と称されて映画史に残る映画を監督しながら、ハリウッドでは不遇だったエリッヒ・フォン・シュトロハイムと同じ道を辿ったことになる。映画『トランスフォーマー ザ・ムービー』（惑星を食い尽くす悪役ロボであるユニクロンを演じ、これが遺作になった）への出演や、アメリカのヘヴィメタルバンドマノウォーのアルバム「地獄の鎮魂歌」「ファイティング・ザ・ワールド」でナレーションとして参加したり、日本での英会話教材「イングリッシュ・アドベンチャー」のナレーションなど、チープな役どころとも生涯縁が切れなかった。ただ、『火星人襲来』やインタビューに見られるように茶目っ気あふれる性格であるため、自分の喜劇的な人生をそれなりに楽しんでもいたようである。
演技力だけでなく、脚本における含みを持たせた表現は、ウィットに富んだものとされ、俳優として出演した場合も、自分の台詞は自分で書いた。特に『第三の男』で演じたハリー・ライム役と彼の「ボルジア家の圧制はルネサンスを生んだが、スイスの同胞愛、そして500年の平和と民主主義は何を生んだ?……鳩時計だとさ」という台詞は有名。また、チャーリー・チャップリンの監督・主演で映画化された『殺人狂時代』の「一人の殺人は犯罪者を生み、戦争での百万の殺人は英雄を生む。数が（殺人を）神聖化するのだ」という台詞はウェルズが考え出したものだという説もある。しかし、チャップリンは自伝の中で「ウェルズは青ひげ事件の映画化をもちかけただけで、殺人狂時代の脚本は自分が単独で書いたものだ」と正反対の主張をしており、真相は明らかでない。ただしチャップリンは、ウェルズの名前を映画冒頭のクレジットに表記している。
また、マジックが趣味で、腕前は相当だった。贋作者たちを描いた『フェイク』は彼が監督し劇場公開された最後の映画となったが、自ら老いぼれマジシャンを演じているなど、マジックや虚構に対する愛着は人一倍であった。『第三の男』撮影時、わがままからホテルの部屋に閉じこもったウェルズを、リード監督は高名なマジシャンのマジックを餌に連れ出したという逸話がある。
映画製作への情熱は生涯失わなかったが、多額の製作費を集めるのにはいつも苦労しており、B級映画への出演を続けてやりくりしていた。
1985年10月10日、ハリウッドの自宅で糖尿病と心臓発作のため70歳で死去した。

### 結婚
生涯で3度結婚しており、それぞれの妻との間に娘が一人ずついる。ヴァージニア・ニコルソン（1934年結婚、1940年に離婚）、リタ・ヘイワース（1943年結婚、1948年に離婚）、パオラ・モーリ（1955年に結婚）。また、ジェラルディン・フィッツジェラルドの息子のマイケル・リンゼイ＝ホッグ（ビートルズやローリング・ストーンズのプロモーションフィルムや映画『レット・イット・ビー』・『ロックンロール・サーカス』などの監督として知られる）について、父親がウェルズだという噂がある。フィッツジェラルドはこの噂を否定しているが、リンゼイ＝ホッグ本人はこれを事実だと考えており、結論は出ていない。

## 作品
出演・監督・関与作品は膨大に及び、特に録画装置が一般普及してなかった時代のテレビ・ラジオ放送初期時代には、録音が残っていないものもあり、作品一覧に抜けが有る可能性が高い。マイルズ・クルーガーは1985年に「ウェルズの商業的録音の完全なリストをリリース順に提供しようとあらゆる試みがなされてきたが、そのようなリストが確実に編集できると考えるのは愚かなことだろう。」とまで述べている。下記一覧は、そのなかで判明している内の一部だが、より細部の一覧は英語版のen:Orson Welles discographyを参照。ただし、この英語版の一覧も、有償の商用ベースで録音が残っているものにすぎず、無償でナレーション等に参加したものや、録音等が確認できないものなど多くの記載が抜けているのは確実である。また、未完成の作品一覧は、これも英語版のen:Orson Welles's unrealized projectsを参照。

### 監督作品
| 公開年 | - 邦題 - 原題                                          | 監督以外の役職 | 監督以外の役職 | 監督以外の役職 | 監督以外の役職 | 備考 |
| 公開年 | - 邦題 - 原題                                          | 脚本           | 製作           | 出演           | その他         | 備考 |
| ------ | ------------------------------------------------------ | -------------- | -------------- | -------------- | -------------- | --- |
| 1941   | 市民ケーン Citizen Kane                                | 〇             | 〇             | 〇             |                | |
| 1942   | 偉大なるアンバーソン家の人々 The Magnificent Ambersons | 〇             | 〇             |                | ナレーション   | |
| 1943   | 恐怖への旅 Journey into Fear                           | 〇             | 〇             | 〇             |                | クレジット上の監督はノーマン・フォスター。                                                                   |
| 1946   | ストレンジャー The Stranger                            | 〇             |                | 〇             |                | |
| 1947   | 上海から来た女 The Lady from Shanghai                  | 〇             | 〇             | 〇             |                | |
| 1948   | マクベス Macbeth                                       | 〇             | 〇             | 〇             |                | |
| 1951   | オセロ The Tragedy of Othello: The Moor of Venice      | 〇             | 〇             | 〇             |                | イタリア・モロッコ・アメリカ合作。                                                                           |
| 1955   | アーカディン/秘密調査報告書 Mr. Arkadin                | 〇             | 〇             | 〇             | 衣裳デザイン   | 日本未公開。VHSでは『秘められた過去』に改題。                                                                |
| 1958   | 黒い罠 Touch of Evil                                   | 〇             |                | 〇             |                | |
| 1962   | 審判 The Trial                                         | 〇             |                | 〇             |                | フランス・イタリア・西ドイツ合作。                                                                           |
| 1965   | オーソン・ウェルズのフォルスタッフ Chimes at Midnight  | 〇             |                | 〇             |                | スペイン・スイス合作。                                                                                       |
| 1968   | 不滅の物語 The Immortal Story                          | 〇             |                | 〇             |                | フランスのテレビ映画として製作。                                                                             |
| 1973   | オーソン・ウェルズのフェイク F for Fake                | 〇             |                | 〇             |                | フランス・イラン・西ドイツ合作。                                                                             |
| 1992   | ドン・キホーテ Don Quixote                             | 〇             | 〇             | 〇             |                | 1955年に製作開始した未完成作品で、死後に完成して公開された。                                                 |
| 2018   | 風の向こうへ The Other Side of the Wind                | 〇             |                |                | 編集           | アメリカ・イラン・フランス合作。 1970年から1976年に撮影した未完成作品で、死後に完成してNetflixで配信された。 |

### 出演作品

#### 映画
- ジェーン・エア - Jane Eyre （1943年）
- 離愁 - Tomorrow is Forever （1946年）
- 第三の男 - The Third Man （1949年）
- 狐の王子 - Prince of Foxes （1949年）
- 黒ばら - The Black Rose （1950年）
- ナポレオン - Napoleon （1954年）
- 白鯨 - Moby Dick （1956年）
- 長く熱い夜 - The Long Hot Summer （1958年）
- 自由の大地 - The Roots of Heaven （1958年）
- 黒い罠 - Touch of Evil （1958年）
- 強迫/ロープ殺人事件 - Compulsion （1959年）
- 鏡の中の犯罪 - Crack in the Mirror （1960年）
- ロゴパグ - RoGoPaG: La Viamoci il Cervello （1963年）
- 予期せぬ出来事 - The V.I.P.S （1963年）
- マルコ・ポーロ大冒険 - Malco Polo （1964年）
- わが命つきるとも - A Man for All Seasons （1966年）
- パリは燃えているか - Paris Brûle-t-il? （1966年）
- 007 カジノ・ロワイヤル - Casino Royale （1967年）
- ジブラルタルの追想 - A Sailor from Gibraltar （1967年）
- 明日に賭ける - I'll Never Forget What's is Name （1967年）
- 非情の切り札 - House of Card （1968年）
- サファリ大追跡 - The Southern Star （1969年）
- クレムリン・レター/密書 - The Klemlin Letter （1970年）
- ワーテルロー - Waterloo （1970年）
- 004/アタック大作戦 - Two Times Two （1970年）
- キャッチ22 - Catch-22 （1970年）
- 十日間の不思議 - La decade prodigieuse (1971年)
- 宝島 - Treasure Island （1972年）
- ウィッチング - Necromancy （1972年）
- 風雪の太陽 - Battle of Sutjeska （1973年）
- そして誰も居なくなった - And Then There Were None （1974年）※声の出演
- さすらいの航海 - Voyager of the Damned （1976年）
- クリスマスの出来事 - It Happened One Christmas （1977年）
- マペットの夢みるハリウッド - The Muppet Movie （1979年）
- トニー・カーチスの発明狂時代 - Where is Parsifal? （1984年）
- トランスフォーマー ザ・ムービー - Transformers The Movie （1986年）

#### テレビ
TVシリーズは特に膨大な関連作品があるが、記載が追いついていない。
- リア王 - King Rear  (1953年)
- オーソン・ウェルズ劇場 - Orson Welles' Great Mysteries （1973年 - 1974年）※ホストとして出演

### ナレーション
ナレーションも、膨大な出演が確実だが、これもリストアップが追いついていない。
- スペインの大地 - The Spanish Earth （1937年）
- 白昼の決闘 - Wikipedia（1946年）
- ヴァイキング - The Vikings （1958年）
- キング・オブ・キングス - King of Kings （1961年）
- ロシア革命の真実/世界を震撼させた10日間 - The Days That Shocked the World （1967年）
- 将軍 SHŌGUN - Shōgun （1980年）
- ノストラダムス/大王降臨 - The Man Who Saw Tomorrow （1981年）
- ジェノサイド/ナチスの虐殺・ホロコーストの真実 - Genocide （1981年）

### CM出演
- ニッカウヰスキー・G&G（1976年）

## 受賞歴
※本来はプロデューサーが受取人である作品賞の受賞・ノミネートも含む。
| 賞                                   | 年     | 部門                         | 作品                                            | 結果       |
| ------------------------------------ | ------ | ---------------------------- | ----------------------------------------------- | ---------- |
| アカデミー賞                         | 1941年 | 作品賞                       | 『市民ケーン』                                  | ノミネート |
| アカデミー賞                         | 1941年 | 監督賞                       | 『市民ケーン』                                  | ノミネート |
| アカデミー賞                         | 1941年 | 主演男優賞                   | 『市民ケーン』                                  | ノミネート |
| アカデミー賞                         | 1941年 | 脚本賞                       | 『市民ケーン』                                  | 受賞       |
| アカデミー賞                         | 1942年 | 作品賞                       | 『偉大なるアンバーソン家の人々』                | ノミネート |
| アカデミー賞                         | 1970年 | 名誉賞                       | -                                               | 受賞       |
| ニューヨーク映画批評家協会賞         | 1941年 | 作品賞                       | 『市民ケーン』                                  | 受賞       |
| ニューヨーク映画批評家協会賞         | 1941年 | 主演男優賞                   | 『市民ケーン』                                  | ノミネート |
| ニューヨーク映画批評家協会賞         | 1941年 | 監督賞                       | 『市民ケーン』                                  | ノミネート |
| ナショナル・ボード・オブ・レビュー賞 | 1941年 | 作品賞                       | 『市民ケーン』                                  | 受賞       |
| ナショナル・ボード・オブ・レビュー賞 | 1941年 | 演技賞                       | 『市民ケーン』                                  | 受賞       |
| ナショナル・ボード・オブ・レビュー賞 | 1985年 | 功労賞                       | -                                               | 受賞       |
| カンヌ国際映画祭                     | 1952年 | パルム・ドール               | 『オセロ』                                      | 受賞       |
| カンヌ国際映画祭                     | 1959年 | 男優賞                       | 『強迫/ロープ殺人事件』                         | 受賞       |
| カンヌ国際映画祭                     | 1966年 | 20周年記念賞                 | 『オーソン・ウェルズのフォルスタッフ』          | 受賞       |
| カンヌ国際映画祭                     | 1966年 | 国際映画批評家連盟賞         | 『オーソン・ウェルズのフォルスタッフ』          | 受賞       |
| カンヌ国際映画祭                     | 1966年 | フランス映画高等技術委員会賞 | 『オーソン・ウェルズのフォルスタッフ』          | 受賞       |
| ピーボディ賞                         | 1958年 | -                            | 『The Fountain of Youth』                       | 受賞       |
| フランス映画批評家協会賞             | 1963年 | 作品賞                       | 『審判』                                        | 受賞       |
| 英国アカデミー賞                     | 1967年 | 外国男優賞                   | 『オーソン・ウェルズのフォルスタッフ』          | ノミネート |
| ヴェネツィア国際映画祭               | 1970年 | 栄誉金獅子賞                 | -                                               | 受賞       |
| AFI賞                                | 1975年 | 生涯功労賞                   | -                                               | 受賞       |
| ロサンゼルス映画批評家協会賞         | 1978年 | 生涯功労賞                   | -                                               | 受賞       |
| ロサンゼルス映画批評家協会賞         | 1993年 | ドキュメンタリー賞           | 『オーソン・ウェルズ/イッツ・オール・トゥルー』 | 受賞       |
| ゴールデングローブ賞                 | 1982年 | 助演男優賞                   | 『Butterfly』                                   | ノミネート |
| ゴールデンラズベリー賞               | 1982年 | 最低助演男優賞               | 『Butterfly』                                   | ノミネート |
| BFIフェローシップ賞                  | 1983年 | -                            | -                                               | 受賞       |
| ダヴィッド・ディ・ドナテッロ賞       | 1983年 | ルキノ・ヴィスコンティ賞     | -                                               | 受賞       |
| 全米監督協会賞                       | 1984年 | D・W・グリフィス賞           | -                                               | 受賞       |
| ボストン映画批評家協会賞             | 2018年 | 編集賞                       | 『風の向こうへ』                                | 次点       |
| シカゴ映画批評家協会賞               | 2018年 | 編集賞                       | 『風の向こうへ』                                | ノミネート |
| サンフランシスコ映画批評家協会賞     | 2018年 | 編集賞                       | 『風の向こうへ』                                | 受賞       |

## その他
- アカデミー出版の月刊の英語教材「イングリッシュ・アドベンチャー」にて『ゲームの達人』などのシドニィ・シェルダン作品の声優を担当している。
- 1996年の映画『エド・ウッド』では、ヴィンセント・ドノフリオがオーソン・ウェルズを本物そっくりに演じている（声はモーリス・ラマーシュ）。
- 1999年のテレビ映画『ザ・ディレクター ［市民ケーン］の真実』では、リーヴ・シュレイバーがオーソン・ウェルズを演じた。

## 回想・伝記
- 聞き手ピーター・ボグダノヴィッチ 『オーソン・ウェルズ その半生を語る』ジョナサン・ローゼンバウム編、河原畑寧訳、キネマ旬報社、1995年
- アンドレ・バザン『オーソン・ウェルズ』堀潤之訳、インスクリプト、2015年
- 聞き手ヘンリー・ジャグロム『オーソンとランチを一緒に』ピーター・ビスキンド編・解説、赤塚成人訳、四月社、2022年